# Departamento de La Serena
El Departamento de La Serena fue una antigua división territorial de Chile, que pertenecía a la provincia de Coquimbo. La cabecera del Departamento fue La Serena. Fue creado sobre la base del antiguo Partido de Coquimbo. Luego, a partir de este, se crean el Departamento del puerto de Coquimbo, el Departamento de Elqui, el Departamento de Ovalle, y el Departamento de Combarbalá. El 30 de diciembre de 1927, con el DFL 8582, es incorporado el Departamento del puerto de Coquimbo. Con el DFL 8583, se suprime la Municipalidad de Compañía, El Algarrobito y La Pampa incorporándose a la nueva Subdelegación y Comuna de Serena. Años después, se vuelve a crear el Departamento de Coquimbo.

## Límites
El Departamento de La Serena limitaba:
- al norte con el Departamento de Huasco.
- al oeste con el Océano Pacífico.
- al sur con el Departamento de Illapel.
- Al este con la Cordillera de Los Andes.

Luego, con la creación de nuevos departamentos:
- al norte con el Departamento de Freirina.
- al oeste con el Océano Pacífico.
- al sur con el Departamento del Puerto de Coquimbo.
- Al este con el Departamento de Elqui.

Desde 1928 el Departamento de Serena limitaba:
- al norte con el Departamento de Freirina.
- al oeste con el Océano Pacífico.
- al sur con el Departamento de Ovalle.
- Al este con el Departamento de Elqui.

## Administración
La Ilustre Municipalidad de La Serena se encargaba de la administración local del departamento, con sede en La Serena, en donde se encontraba la Intendencia Provincial de Coquimbo. 
Con el Decreto de Creación de Municipalidades del 22 de diciembre de 1891, se crean las siguientes municipalidades con sus sedes y cuyos territorios son las subdelegaciones detalladas a continuación:
| Municipalidad Sede | Subdelegaciones       |
| ------------------ | --------------------- |
| Serena La Serena   | 10a, San Juan de Dios |
| Serena La Serena   | 11a, Catedral         |
| Serena La Serena   | 12a, La Merced        |
| Serena La Serena   | 13a, San Agustín      |
| Serena La Serena   | 14a, Santa Lucía      |
| Higuera La Higuera | 1a, Los Choros        |
| Higuera La Higuera | 2a, La Higuera        |
| Compañía           | 3a, Arqueros          |
| Compañía           | 4a, Cutún             |
| Compañía           | 7a, Compañía          |
| El Algarrobito     | 5a, Saturno           |
| El Algarrobito     | 6a, Algarrobito       |
| La Pampa           | 8a, La Pampa          |
| La Pampa           | 9a, Barranca del Mar  |

En 1927 con el DFL 8582 se modifica la composición del departamento, anexándose el Departamento del puerto de Coquimbo y con el DFL 8583 se definen las nuevas subdelegaciones y comunas, que entran en vigor el año 1928.

## Subdelegaciones
Las subdelegaciones, cuyos límites asigna el decreto del 2 de noviembre de 1885, son las siguientes:
- 1ª, Los Choros
- 2ª, La Higuera
- 3ª, Arqueros†
- 4ª, Cutún†
- 5ª, saturno
- 6ª, Algarrobito
- 7ª, La Compañía†
- 8ª, La Pampa
- 9ª, Barranca del Mar
- 10.ª, San Juan de Dios
- 11.ª, Catedral
- 12.ª, La Merced
- 13.ª, San Agustín
- 14.ª, Santa Lucía

† y con los límites que asigna el decreto del 2 de noviembre de 1885
Nota: Entre paréntesis nombres mencionados en el DFL8583. 

## Comunas y Subdelegaciones (1927)
De acuerdo al DFL 8583 del 30 de diciembre de 1927, en el Departamento de Serena se crean las comunas y subdelegaciones con los siguientes territorios:
- Serena.- Comprende las antiguas subdelegaciones: 3.a, Arqueros; 4.a, Cutún; 5.a, Saturno; 6.a, Algarrobito; 7.a, La Compañía; 8.a, La Pampa; 9.a, Barranca del Mar; 10.a, San Juan de Dios; 11.a Catedral, 12.a, Merced; 13.a, San Agustín, y 14.a, Santa Lucía.
- Higuera.- Comprende las antiguas subdelegaciones: 1.a, Los Choros, y 2.a, La Higuera.
- Coquimbo.- Comprende todo el territorio del antiguo departamento de Coquimbo.

Luego, se restituye el Departamento de Coquimbo, segregándose la Comuna y Subdelegación de Coquimbo.